# Pere Ventura i Morell
Pere Ventura i Morell (Barcelona, 7 d'abril de 1960 − Madrid, 3 d'abril de 2014) fou un actor català. Va morir d'una aturada cardiorespiratòria.
Va treballar a sèries com Porca misèria, La Riera, Infidels, Ventdelplà, Kubala, Moreno i Manchón i als serials Laberint d'Ombres i Nissaga de poder. A la televisió espanyola havia treballat a Cuéntame, Los Hombres de Paco o El Internado, entre d'altres. També va treballar al teatre, on destaca la seva interpretació en diverses obres dirigides per Oriol Broggi, Calixto Bieito i Sergi Belbel. La seva darrera pel·lícula fou Els últims dies.